# Figueiredo (Braga)
Figueiredo is een plaats (freguesia) in de Portugese gemeente Braga en telt 1 218 inwoners (2001).